# Fibonacci

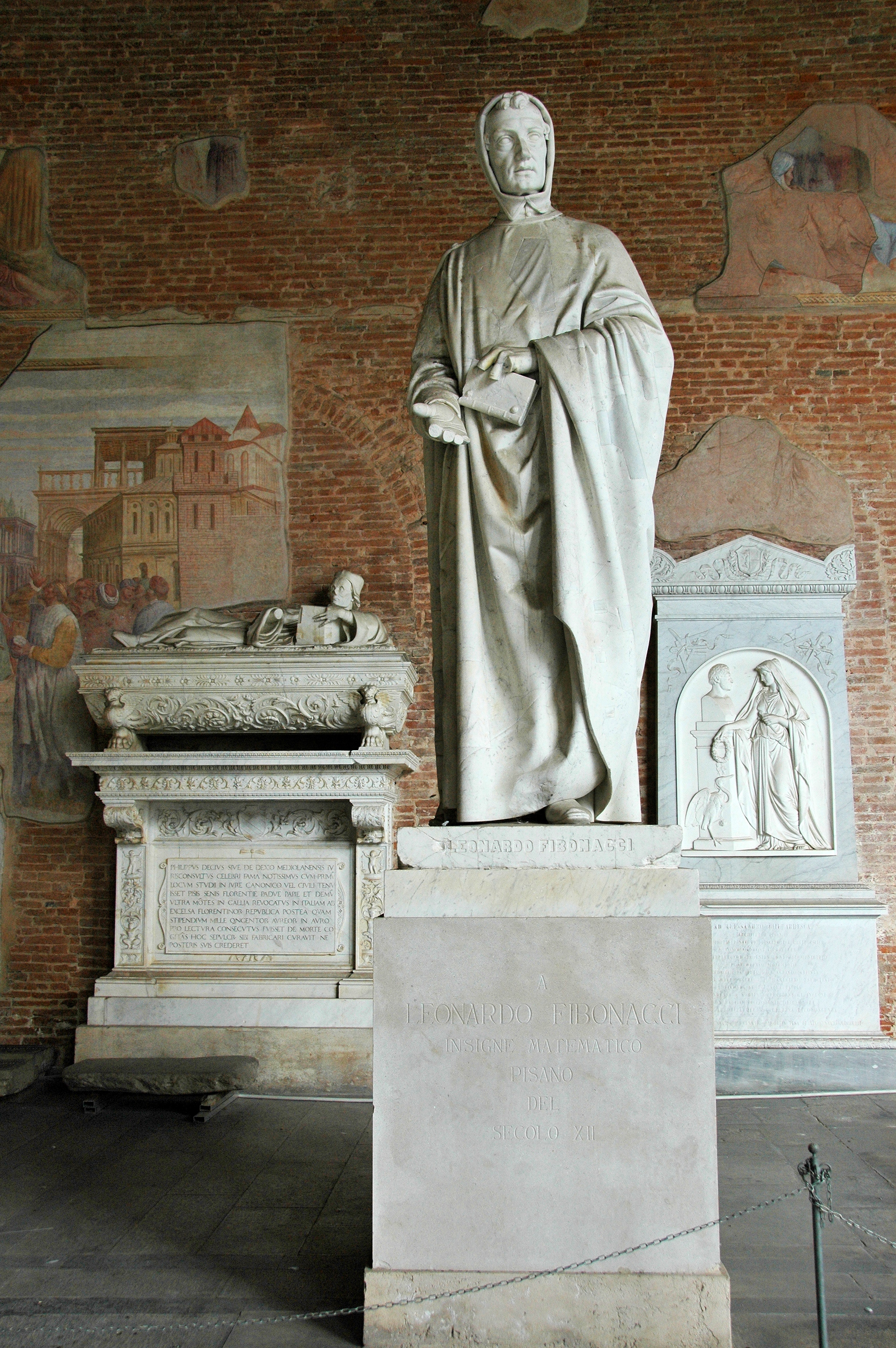
Statua Fibonacciego. XIX wiek, Piza

Fibonacci, Leonardo z Pizy (ur. ok. 1175 w Pizie, zm. 1250), znany jako Leonardo Fibonacci, Filius Bonacci (syn Bonacciego), Leonardo Pisano (z Pizy) – włoski matematyk.

## Życiorys
Jego ojciec, Guglielmo z rodziny Bonacci, zajmował stanowisko dyplomatyczne w Afryce północnej i Fibonacci tam właśnie się kształcił. Pierwsze lekcje matematyki pobierał od arabskiego nauczyciela w mieście Boużia (dziś algierska Bidżaja). Dużo podróżował najpierw razem z ojcem, później samodzielnie, odwiedzając i kształcąc się w takich miejscach jak Egipt, Syria, Prowansja, Grecja i Sycylia. W czasie swych podróży po Europie i po krajach Wschodu miał okazję poznać osiągnięcia matematyków arabskich i hinduskich, między innymi dziesiętny system liczbowy.
Około 1200 roku Fibonacci zakończył podróże i powrócił do Pizy.

## Dzieła
Napisał szereg rozpraw matematycznych, z których wiele zaginęło. Wśród prac, których kopie zachowały się do czasów współczesnych znajdują się:
- Liber Abaci (1202), gdzie opisał system pozycyjny liczb i wyłożył podstawy arytmetyki,
- Practica geometriae (1220), będące połączeniem algebry i geometrii, oraz
- Flos (1225) i Liber quadratorum.

## Problemy i zadania
Prace Fibonacciego zawierają szereg matematycznych problemów:
1. Dwa ptaki wylatują w tym samym momencie ze szczytów dwóch wież, odległych od siebie o 50 metrów. Wysokość jednej wieży wynosi 30 metrów, a drugiej 40 metrów. Lecąc z tą samą prędkością dolatują w tym samym momencie do fontanny, usytuowanej na prostej pomiędzy dwiema wieżami (na poziomie gruntu). W jakiej odległości od podstawy każdej wieży znajduje się fontanna?
2. Kupiec podczas swojej podróży handlowej do Wenecji podwoił tam swój początkowy kapitał, a następnie wydał 12 denarów. Potem udał się do Florencji, gdzie znowu podwoił liczbę posiadanych denarów i wydał 12. Po powrocie do Pizy po raz kolejny podwoił swój majątek, wydał dwanaście denarów i ... został bez grosza. Ile denarów miał na początku?
3. Trzech mężczyzn znalazło sakiewkę zawierającą 23 denary. Pierwszy powiedział do drugiego: Jeżeli dodam te pieniądze do swoich, to będę miał dwa razy więcej od ciebie. Drugi podobnie zwrócił się do trzeciego: Ja zaś, jeżeli wezmę te pieniądze, będę miał trzy razy więcej od ciebie. W końcu trzeci powiedział do pierwszego: Ja dodając te pieniądze do swoich będę miał cztery razy więcej niż ty. Ile denarów miał każdy z nich?
4. (Zagadka Jana z Palermo) Trzech dworzan miało swoje udziały w pewnej kwocie pieniędzy: udział pierwszego wynosił 1/2, drugiego – 1/3, a trzeciego – 1/6 całości. Każdy ze współudziałowców pobrał ze wspólnej kasy pieniądze – niezbyt uczciwie: nie zostało nic. Następnie pierwszy z nich zwrócił połowę tego, co zabrał, drugi – jedna trzecią, a trzeci – jedną szóstą. Powstałą kwotę podzielono na trzy równe części i dano po jednej trzem dworzanom. Okazało się, że każdy z nich miał wówczas dokładnie tyle pieniędzy ile mu przysługiwało. Ile pieniędzy było w kasie na początku, ile pobrał każdy z nich?
5. Spadek: Bliski śmierci człowiek wezwał swych synów i powiedział do najstarszego: Weź jednego denara z mego majątku i siódmą część tego, co zostanie. Do drugiego powiedział Weź dwa denary i siódmą część tego, co zostanie. Do trzeciego: Weź trzy denary i siódmą część tego, co pozostanie. Każdemu synowi zapisywał więc jednego denara więcej od poprzedniego i siódmą część reszty. Po podziale majątku okazało się, że każdy z synów dostał tyle samo. Ilu było synów i jak duży był spadek?
6. Znaleźć liczbę podzielną przez 7, która przy dzieleniu przez 2,3,4,5,6 daje resztę r=1.
7. Znaleźć liczbę podzielną przez 7, która przy dzieleniu przez 2,3,4,5,6 daje odpowiednio reszty {\displaystyle r_{2}=1,\ r_{3}=2,\ r_{4}=3,\ r_{5}=4,\ r_{6}=5.}
8. Znaleźć taką liczbę, której kwadrat, powiększony lub pomniejszony o 5, da kwadrat liczby wymiernej. Lub uogólnione: znaleźć rozwiązanie układu równań:
{\displaystyle {\begin{cases}x^{2}+a=u^{2}\\x^{2}-a=v^{2}\end{cases}}}